# Ottenhausen ZH
| ZH ist das Kürzel für den Kanton Zürich in der Schweiz. Es wird verwendet, um Verwechslungen mit anderen Einträgen des Namens Ottenhausen zu vermeiden. |

Ottenhausen (Schweizerdeutsch: Ottehuse) ist ein Weiler in der politischen Gemeinde Seegräben (Schweizerdeutsch: Seegräbä) im Schweizer Kanton Zürich.

## Geographie
Der Weiler liegt im Zürcher Oberland, auf einer Moräne oberhalb des Pfäffikersees. Die Ortschaften Wetzikon, Pfäffikon und Uster befinden sich in der Nachbarschaft.

## Geschichte
Die landwirtschaftliche Siedlung war schon zu Zeiten der Römer bewohnt (Gutshof). Von dem Gebäude im Wald bei Ottenhausen waren im 16. Jahrhundert noch umfangreiche Mauerteile sichtbar.
Mit der neuen Kantonsverfassung von 1832 wurde der Schulbesuch obligatorisch erklärt. Das Dorf Seegräben gründete darauf eine Schulgenossenschaft mit Ottenhausen. Bis zum Jahre 1874 gehörte Ottenhausen zur politischen Gemeinde Pfäffikon ZH.
Die Bewohner des Weilers sind meist in der Land- und Forstwirtschaft tätig. Seit dem Jahre 2007 wird auch Kies abgebaut.